# Fargues (Lot)
Fargues foi uma antiga comuna francesa na região administrativa de Occitânia, no departamento de Lot. Estendia-se por uma área de 14,79 km². Em 2010 a comuna tinha 159 habitantes (densidade: 10,8 hab./km²).
Em 1 de janeiro de 2019, ela foi incorporada ao território da nova comuna de Porte-du-Quercy.